# Житіє преподобної Єфросинії Полоцької
Житіє преподобної Єфросинії Полоцької — пам'ятка східнослов'янської агіографічної літератури XII століття. «Житіє» дійшло до нашого часу в шести редакціях і більш ніж в 150 списках XVI—XVIII століть, що свідчить про популярність даного твору.

## Історія створення
Автором твору була, ймовірно, Звенислава Рогволодівна.
Текст пам'ятки побудований відповідно до агіографічних канонів середньовічної житійної літератури. Одним з першозразків могло служити «Житіє Єфросинії Олександрійської». Однак текст «Житія преподобної Єфросинії Полоцької» відрізняють індивідуальні особливості. Дослідники відзначають яскраві діалоги і монологи Єфросинії, які, можливо, ґрунтувалися на творах самої Єфросинії.

## Структура
«Житіє преподобної Єфросинії Полоцької» має традиційний для агіографії риторичний вступ. Основну частину твору становить розповідь про життєвий шлях Єфросинії, як про духовне сходження. Завершує твір Похвала. У «Житіє преподобної Єфросинії Полоцької» відсутня звичайна для агіографій розповідь про посмертні чудеса.

## Зміст
У віці 12 років Євфросинія Полоцька (1110-1173), онука полоцького князя Всеслава Брячиславича (Чародія), пішла з дому і стала черницею. Єфросинія заснувала чоловічий та жіночий монастирі в Полоцьку, їй подарували знамениту Торопецьку ікону Божої Матері, яку легенда приписує євангелісту Луці. На замовлення Єфросинії Лазар Богша створив Єфросинінський хрест. Наприкінці свого життя Єфросинія здійснила паломництво до Єрусалиму, де вона і померла в 1173 році. Потім її мощі були привезені до Києво-Печерської лаври:
|  | Каким языком, братия, достойно мне похвалить светозарную память преблаженной невесты Христовой Евфросинии! Была бо помощницей обидимых, скорбящих утешением, нагих одеянием, больных посещением и, просто говоря, для всех была всем. Евфросиния сердце свое напояла Божией премудростью. Евфросиния - неувядающий цвет райского сада. Евфросиния - небопарный орел, воспаривший от запада до востока, словно луч солнечный, просветивший землю Полоцкую. Тем же, братия, хвалится Солунь о святом Димитрии, а Вышгород - мучениками Борисом и Глебом; я же хвалюсь: блажен ты, град Полоцк, таковую леторасль возрастивший - преподобную Евфросинию. Блаженны люди, живущие во граде том! Блаженны родители твои, блаженно чрево из коего изошла преподобная госпожа Евфросиния. Блаженно рождение ее, блаженно воспитание ее! Блажен возраст твой, Евфросиния достохвальная, блажен труд твой и подвиги ради Бога! Блажен твой монастырь, блаженны насельники монастырей Святого Спаса и Святой Богородицы, блаженны люди, тебе послужившие! О преблаженная невеста Христа Бога нашего! Молись к Богу о стаде своем, которое собрала во Христе, Коему подобают всякая слава, честь и поклонение со Отцом и со Святым Духом, ныне и присно и во веки веков! |